# Ільєс Карамослі
Ільєс Карамослі (фр. Ilyès Karamosli; нар. 22 серпня 1989 у Тунісі) — туніський волейболіст, який грає на позиції приймаючого нападника.

## Кар'єра
Маючи зріст 1,99 м, став гравцем збірної Тунісу у віці 19 років.
Народився в родині, що захоплюється волейболом, особливо у випадку його брата Хосні Карамослі, зараз він є одним із стовпів волейбольної команди Тунісу. Ільєс Карамослі виступав за клуб «Хаммам Ліф», а зараз є членом «Есперанс».
У складі збірної Тунісу брав участь у чоловічому волейбольному турнірі на літніх Олімпійських іграх 2020 року в Токіо.